# Madagascaridia
Madagascaridia es un género de Protura en la familia Acerentomidae.

## Especies
- Madagascaridia condei Nosek, 1978
- Madagascaridia xizangensis Yin, 1983